# KBS 뉴스 7 안동
《KBS 뉴스 7 안동》은 월요일 ~ 수요일, 금요일 저녁 7시 30분에 KBS안동 1TV로 방송되었던 한국방송공사의 뉴스 프로그램이다.

## 앵커
- 박철규 아나운서

## 경쟁 지역뉴스 프로그램
- 5 MBC 뉴스 경북 (안동MBC)
- TBC 대경뉴스광장 (TBC TV)